# Straßenradsport-Weltmeisterschaften/Einzelzeitfahren der Frauen
Das Einzelzeitfahren der Frauen ist ein Wettbewerb bei den Straßenradsport-Weltmeisterschaften. Es wurde 1994 eingeführt, zugleich mit den anderen damals in der WM vertretenen Kategorien (der Männer, der Junioren und der der Juniorinnen). Dafür entfiel ab 1995 das Mannschaftszeitfahren.
Der Wettkampf fand seit seiner Einführung in jedem Jahr statt. Von 1996 bis 2015 erhielten die Siegerinnen eine spezielle Variante des Regenbogentrikots mit einer Stoppuhr auf den Bruststreifen.
Die zurückzulegende Distanz beträgt in der Regel zwischen 20 und 30 Kilometern. 2022 bis 2024 diente die Veranstaltung auch zur Ermittlung der Siegerinnen in der Altersklasse U23: Die U23-Fahrerinnen nahmen gleichzeitig an der Elite-Wertung und an einer gesonderten U23-Wertung teil.

## Palmarès
| Jahr | Austragungsort | Gold                          | Silber               | Bronze                  |
| ---- | -------------- | ----------------------------- | -------------------- | ----------------------- |
| 1994 | Catania        | Karen Kurreck                 | Anne Samplonius      | Jeannie Longo           |
| 1995 | Tunja          | Jeannie Longo                 | Clara Hughes         | Kathy Watt              |
| 1996 | Lugano         | Jeannie Longo                 | Catherine Marsal     | Alessandra Cappellotto  |
| 1997 | San Sebastián  | Jeannie Longo                 | Sülfija Sabirowa     | Judith Arndt            |
| 1998 | Valkenburg     | Leontien Zijlaard-van Moorsel | Sülfija Sabirowa     | Hanka Kupfernagel       |
| 1999 | Treviso        | Leontien Zijlaard-van Moorsel | Anna Wilson          | Edita Pučinskaitė       |
| 2000 | Plouay         | Mari Holden                   | Jeannie Longo        | Rasa Polikevičiūtė      |
| 2001 | Lissabon       | Jeannie Longo                 | Nicole Brändli       | Teodora Ruano Sanchón   |
| 2002 | Zolder         | Sülfija Sabirowa              | Nicole Brändli       | Karin Thürig            |
| 2003 | Hamilton       | Joane Somarriba               | Judith Arndt         | Sülfija Sabirowa        |
| 2004 | Bardolino      | Karin Thürig                  | Judith Arndt         | Sülfija Sabirowa        |
| 2005 | Madrid         | Karin Thürig                  | Joane Somarriba      | Kristin Armstrong       |
| 2006 | Salzburg       | Kristin Armstrong             | Karin Thürig         | Christine Thorburn      |
| 2007 | Stuttgart      | Hanka Kupfernagel             | Kristin Armstrong    | Christiane Soeder       |
| 2008 | Varese         | Amber Neben                   | Christiane Soeder    | Judith Arndt            |
| 2009 | Mendrisio      | Kristin Armstrong             | Noemi Cantele        | Linda Villumsen         |
| 2010 | Geelong        | Emma Pooley                   | Judith Arndt         | Linda Villumsen         |
| 2011 | Kopenhagen     | Judith Arndt                  | Linda Villumsen      | Emma Pooley             |
| 2012 | Valkenburg     | Judith Arndt                  | Evelyn Stevens       | Linda Villumsen         |
| 2013 | Florenz        | Ellen van Dijk                | Linda Villumsen      | Carmen Small            |
| 2014 | Ponferrada     | Lisa Brennauer                | Hanna Solowej        | Evelyn Stevens          |
| 2015 | Richmond       | Linda Villumsen               | Anna van der Breggen | Lisa Brennauer          |
| 2016 | Doha           | Amber Neben                   | Ellen van Dijk       | Katrin Garfoot          |
| 2017 | Bergen         | Annemiek van Vleuten          | Anna van der Breggen | Katrin Garfoot          |
| 2018 | Innsbruck      | Annemiek van Vleuten          | Anna van der Breggen | Ellen van Dijk          |
| 2019 | Harrogate      | Chloé Dygert                  | Anna van der Breggen | Annemiek van Vleuten    |
| 2020 | Imola          | Anna van der Breggen          | Marlen Reusser       | Ellen van Dijk          |
| 2021 | Brügge         | Ellen van Dijk                | Marlen Reusser       | Annemiek van Vleuten    |
| 2022 | Wollongong     | Ellen van Dijk                | Grace Brown          | Marlen Reusser          |
| 2023 | Stirling       | Chloé Dygert                  | Grace Brown          | Christina Schweinberger |
| 2024 | Zürich         | Grace Brown                   | Demi Vollering       | Chloé Dygert            |

## Medaillenspiegel
| Platz  | Land               | Gold | Silber | Bronze | Gesamt |
| ------ | ------------------ | ---- | ------ | ------ | ------ |
| 1      | Niederlande        | 8    | 6      | 4      | 18     |
| 2      | Vereinigte Staaten | 8    | 2      | 5      | 15     |
| 3      | Deutschland        | 4    | 3      | 4      | 11     |
| 4      | Frankreich         | 4    | 2      | 1      | 7      |
| 5      | Schweiz            | 2    | 5      | 2      | 9      |
| 6      | Australien         | 1    | 3      | 3      | 7      |
| 7      | Neuseeland         | 1    | 2      | 2      | 5      |
| 7      | Russland           | 1    | 2      | 2      | 5      |
| 9      | Spanien            | 1    | 1      | 1      | 3      |
| 10     | Großbritannien     | 1    | 0      | 1      | 2      |
| 11     | Kanada             | 0    | 2      | 0      | 2      |
| 12     | Österreich         | 0    | 1      | 2      | 3      |
| 13     | Italien            | 0    | 1      | 1      | 2      |
| 14     | Ukraine            | 0    | 1      | 0      | 1      |
| 15     | Litauen            | 0    | 0      | 2      | 2      |
| 16     | Dänemark           | 0    | 0      | 1      | 1      |
| Gesamt | Gesamt             | 31   | 31     | 31     | 93     |